# Isabella di Navarra
Isabella d'Albret (1513 – 1555) fu una principessa di Navarra.
Era l'ultima figlia del re Giovanni III di Navarra e di Caterina di Navarra e fu quindi sorella di Enrico II di Navarra. 
Fu una dei pochi figli della coppia reale a raggiungere l'età adulta. Mentre le sorelle maggiori Caterina e Quiteria furono destinate al convento, Isabella venne data in sposa a Renato I di Rohan, appartenente ad un'antica famiglia originaria della Bretagna. Il matrimonio venne celebrato a Fontainebleau il 16 agosto 1534.

## Discendenza
Isabella diede alla luce cinque figli:
- Enrico (1535-1575), erede dei titoli paterni col nome di Enrico I;
- Giovanni;
- Luigi;
- Renato (1550-1586), succeduto al fratello morto senza figli maschi;
- Francesca (?-1591), andata sposa a Francois Lesfelle.

Un discendente di Isabella fu Louis-René-Édouard de Rohan-Guéménée, che fu tra i protagonisti di quello che passò alla storia come l'affare della collana.

## Armoriale
Albero genealogico della famiglia Rohan-Parthenay
|  |  |  |  |                                                                |                                                                |                                                                |                                                                | Giovanni V di Parthenay-l'archevêque Signore di Mouchamps (Les Herbiers) detto Soubise (1512-1561) | Giovanni V di Parthenay-l'archevêque Signore di Mouchamps (Les Herbiers) detto Soubise (1512-1561) | Giovanni V di Parthenay-l'archevêque Signore di Mouchamps (Les Herbiers) detto Soubise (1512-1561) | Giovanni V di Parthenay-l'archevêque Signore di Mouchamps (Les Herbiers) detto Soubise (1512-1561) | Giovanni V di Parthenay-l'archevêque Signore di Mouchamps (Les Herbiers) detto Soubise (1512-1561) | Giovanni V di Parthenay-l'archevêque Signore di Mouchamps (Les Herbiers) detto Soubise (1512-1561) |                                                                                           |                                                                                           | Antoinette Bouchard d'Aubeterre (1535-1580) Douairière di Soubise                         | Antoinette Bouchard d'Aubeterre (1535-1580) Douairière di Soubise                         | Antoinette Bouchard d'Aubeterre (1535-1580) Douairière di Soubise | Antoinette Bouchard d'Aubeterre (1535-1580) Douairière di Soubise | Antoinette Bouchard d'Aubeterre (1535-1580) Douairière di Soubise              | Antoinette Bouchard d'Aubeterre (1535-1580) Douairière di Soubise              |                                                                                |                                                                                |                                                                                |                                                                                | Isabella d'Albret di Navarra (1513-1555) zia di Giovanna d'Albret (regina di Navarra) | Isabella d'Albret di Navarra (1513-1555) zia di Giovanna d'Albret (regina di Navarra) | Isabella d'Albret di Navarra (1513-1555) zia di Giovanna d'Albret (regina di Navarra) | Isabella d'Albret di Navarra (1513-1555) zia di Giovanna d'Albret (regina di Navarra) | Isabella d'Albret di Navarra (1513-1555) zia di Giovanna d'Albret (regina di Navarra) | Isabella d'Albret di Navarra (1513-1555) zia di Giovanna d'Albret (regina di Navarra) |                                                                 |                                                                 | Renato I di Rohan Visconte di Rohan (1516-1552)                 | Renato I di Rohan Visconte di Rohan (1516-1552)                 | Renato I di Rohan Visconte di Rohan (1516-1552) | Renato I di Rohan Visconte di Rohan (1516-1552) | Renato I di Rohan Visconte di Rohan (1516-1552) | Renato I di Rohan Visconte di Rohan (1516-1552) |                                                 |                                                 |                                    |                                    |                                                       |                                                       |                                                       |                                                       |                                                       |                                                       |  |  |  |  |  |  |  |  |  |  |  |  |  |  |
|  |  |  |  |                                                                |                                                                |                                                                |                                                                | Giovanni V di Parthenay-l'archevêque Signore di Mouchamps (Les Herbiers) detto Soubise (1512-1561) | Giovanni V di Parthenay-l'archevêque Signore di Mouchamps (Les Herbiers) detto Soubise (1512-1561) | Giovanni V di Parthenay-l'archevêque Signore di Mouchamps (Les Herbiers) detto Soubise (1512-1561) | Giovanni V di Parthenay-l'archevêque Signore di Mouchamps (Les Herbiers) detto Soubise (1512-1561) | Giovanni V di Parthenay-l'archevêque Signore di Mouchamps (Les Herbiers) detto Soubise (1512-1561) | Giovanni V di Parthenay-l'archevêque Signore di Mouchamps (Les Herbiers) detto Soubise (1512-1561) |                                                                                           |                                                                                           | Antoinette Bouchard d'Aubeterre (1535-1580) Douairière di Soubise                         | Antoinette Bouchard d'Aubeterre (1535-1580) Douairière di Soubise                         | Antoinette Bouchard d'Aubeterre (1535-1580) Douairière di Soubise | Antoinette Bouchard d'Aubeterre (1535-1580) Douairière di Soubise | Antoinette Bouchard d'Aubeterre (1535-1580) Douairière di Soubise              | Antoinette Bouchard d'Aubeterre (1535-1580) Douairière di Soubise              |                                                                                |                                                                                |                                                                                |                                                                                | Isabella d'Albret di Navarra (1513-1555) zia di Giovanna d'Albret (regina di Navarra) | Isabella d'Albret di Navarra (1513-1555) zia di Giovanna d'Albret (regina di Navarra) | Isabella d'Albret di Navarra (1513-1555) zia di Giovanna d'Albret (regina di Navarra) | Isabella d'Albret di Navarra (1513-1555) zia di Giovanna d'Albret (regina di Navarra) | Isabella d'Albret di Navarra (1513-1555) zia di Giovanna d'Albret (regina di Navarra) | Isabella d'Albret di Navarra (1513-1555) zia di Giovanna d'Albret (regina di Navarra) |                                                                 |                                                                 | Renato I di Rohan Visconte di Rohan (1516-1552)                 | Renato I di Rohan Visconte di Rohan (1516-1552)                 | Renato I di Rohan Visconte di Rohan (1516-1552) | Renato I di Rohan Visconte di Rohan (1516-1552) | Renato I di Rohan Visconte di Rohan (1516-1552) | Renato I di Rohan Visconte di Rohan (1516-1552) |                                                 |                                                 |                                    |                                    |                                                       |                                                       |                                                       |                                                       |                                                       |                                                       |  |  |  |  |  |  |  |  |  |  |  |  |  |  |
|  |  |  |  |                                                                |                                                                |                                                                |                                                                | | | | | | |                                                                                           |                                                                                           |                                                                                           |                                                                                           |                                                                   |                                                                   |                                                                                |                                                                                |                                                                                |                                                                                |                                                                                |                                                                                |                                                                                       |                                                                                       |                                                                                       |                                                                                       |                                                                                       |                                                                                       |                                                                 |                                                                 |                                                                 |                                                                 |                                                 |                                                 |                                                 |                                                 |                                                 |                                                 |                                    |                                    |                                                       |                                                       |                                                       |                                                       |                                                       |                                                       |  |  |  |  |  |  |  |  |  |  |  |  |  |  |
|  |  |  |  |                                                                |                                                                |                                                                |                                                                | | | | | | |                                                                                           |                                                                                           |                                                                                           |                                                                                           |                                                                   |                                                                   |                                                                                |                                                                                |                                                                                |                                                                                |                                                                                |                                                                                |                                                                                       |                                                                                       |                                                                                       |                                                                                       |                                                                                       |                                                                                       |                                                                 |                                                                 |                                                                 |                                                                 |                                                 |                                                 |                                                 |                                                 |                                                 |                                                 |                                    |                                    |                                                       |                                                       |                                                       |                                                       |                                                       |                                                       |  |  |  |  |  |  |  |  |  |  |  |  |  |  |
|  |  |  |  | Charles de Quellenec Barone di Pont, detto Soubise (1548-1572) | Charles de Quellenec Barone di Pont, detto Soubise (1548-1572) | Charles de Quellenec Barone di Pont, detto Soubise (1548-1572) | Charles de Quellenec Barone di Pont, detto Soubise (1548-1572) | Charles de Quellenec Barone di Pont, detto Soubise (1548-1572)                                     | Charles de Quellenec Barone di Pont, detto Soubise (1548-1572)                                     | | | Catherine de Parthenay Signora di Soubise Madre dei Rohan Douairière di Rohan (1554-1631)          | Catherine de Parthenay Signora di Soubise Madre dei Rohan Douairière di Rohan (1554-1631)          | Catherine de Parthenay Signora di Soubise Madre dei Rohan Douairière di Rohan (1554-1631) | Catherine de Parthenay Signora di Soubise Madre dei Rohan Douairière di Rohan (1554-1631) | Catherine de Parthenay Signora di Soubise Madre dei Rohan Douairière di Rohan (1554-1631) | Catherine de Parthenay Signora di Soubise Madre dei Rohan Douairière di Rohan (1554-1631) |                                                                   |                                                                   | Renato II di Rohan detto Pontivy, poi Frontenay, Visconte di Rohan (1550-1585) | Renato II di Rohan detto Pontivy, poi Frontenay, Visconte di Rohan (1550-1585) | Renato II di Rohan detto Pontivy, poi Frontenay, Visconte di Rohan (1550-1585) | Renato II di Rohan detto Pontivy, poi Frontenay, Visconte di Rohan (1550-1585) | Renato II di Rohan detto Pontivy, poi Frontenay, Visconte di Rohan (1550-1585) | Renato II di Rohan detto Pontivy, poi Frontenay, Visconte di Rohan (1550-1585) |                                                                                       |                                                                                       | Jean detto Frontenay (?-morto nel 1574)                                               | Jean detto Frontenay (?-morto nel 1574)                                               | Jean detto Frontenay (?-morto nel 1574)                                               | Jean detto Frontenay (?-morto nel 1574)                                               | Jean detto Frontenay (?-morto nel 1574)                         | Jean detto Frontenay (?-morto nel 1574)                         |                                                                 |                                                                 | Enrico I di Rohan Visconte di Rohan (1535-1575) | Enrico I di Rohan Visconte di Rohan (1535-1575) | Enrico I di Rohan Visconte di Rohan (1535-1575) | Enrico I di Rohan Visconte di Rohan (1535-1575) | Enrico I di Rohan Visconte di Rohan (1535-1575) | Enrico I di Rohan Visconte di Rohan (1535-1575) |                                    |                                    | Françoise de Rohan Signora della Garnache (1540-1591) | Françoise de Rohan Signora della Garnache (1540-1591) | Françoise de Rohan Signora della Garnache (1540-1591) | Françoise de Rohan Signora della Garnache (1540-1591) | Françoise de Rohan Signora della Garnache (1540-1591) | Françoise de Rohan Signora della Garnache (1540-1591) |  |  |  |  |  |  |  |  |  |  |  |  |  |  |
|  |  |  |  | Charles de Quellenec Barone di Pont, detto Soubise (1548-1572) | Charles de Quellenec Barone di Pont, detto Soubise (1548-1572) | Charles de Quellenec Barone di Pont, detto Soubise (1548-1572) | Charles de Quellenec Barone di Pont, detto Soubise (1548-1572) | Charles de Quellenec Barone di Pont, detto Soubise (1548-1572)                                     | Charles de Quellenec Barone di Pont, detto Soubise (1548-1572)                                     | | | Catherine de Parthenay Signora di Soubise Madre dei Rohan Douairière di Rohan (1554-1631)          | Catherine de Parthenay Signora di Soubise Madre dei Rohan Douairière di Rohan (1554-1631)          | Catherine de Parthenay Signora di Soubise Madre dei Rohan Douairière di Rohan (1554-1631) | Catherine de Parthenay Signora di Soubise Madre dei Rohan Douairière di Rohan (1554-1631) | Catherine de Parthenay Signora di Soubise Madre dei Rohan Douairière di Rohan (1554-1631) | Catherine de Parthenay Signora di Soubise Madre dei Rohan Douairière di Rohan (1554-1631) |                                                                   |                                                                   | Renato II di Rohan detto Pontivy, poi Frontenay, Visconte di Rohan (1550-1585) | Renato II di Rohan detto Pontivy, poi Frontenay, Visconte di Rohan (1550-1585) | Renato II di Rohan detto Pontivy, poi Frontenay, Visconte di Rohan (1550-1585) | Renato II di Rohan detto Pontivy, poi Frontenay, Visconte di Rohan (1550-1585) | Renato II di Rohan detto Pontivy, poi Frontenay, Visconte di Rohan (1550-1585) | Renato II di Rohan detto Pontivy, poi Frontenay, Visconte di Rohan (1550-1585) |                                                                                       |                                                                                       | Jean detto Frontenay (?-morto nel 1574)                                               | Jean detto Frontenay (?-morto nel 1574)                                               | Jean detto Frontenay (?-morto nel 1574)                                               | Jean detto Frontenay (?-morto nel 1574)                                               | Jean detto Frontenay (?-morto nel 1574)                         | Jean detto Frontenay (?-morto nel 1574)                         |                                                                 |                                                                 | Enrico I di Rohan Visconte di Rohan (1535-1575) | Enrico I di Rohan Visconte di Rohan (1535-1575) | Enrico I di Rohan Visconte di Rohan (1535-1575) | Enrico I di Rohan Visconte di Rohan (1535-1575) | Enrico I di Rohan Visconte di Rohan (1535-1575) | Enrico I di Rohan Visconte di Rohan (1535-1575) |                                    |                                    | Françoise de Rohan Signora della Garnache (1540-1591) | Françoise de Rohan Signora della Garnache (1540-1591) | Françoise de Rohan Signora della Garnache (1540-1591) | Françoise de Rohan Signora della Garnache (1540-1591) | Françoise de Rohan Signora della Garnache (1540-1591) | Françoise de Rohan Signora della Garnache (1540-1591) |  |  |  |  |  |  |  |  |  |  |  |  |  |  |
|  |  |  |  |                                                                |                                                                |                                                                |                                                                | | | | | | |                                                                                           |                                                                                           |                                                                                           |                                                                                           |                                                                   |                                                                   |                                                                                |                                                                                |                                                                                |                                                                                |                                                                                |                                                                                |                                                                                       |                                                                                       |                                                                                       |                                                                                       |                                                                                       |                                                                                       |                                                                 |                                                                 |                                                                 |                                                                 |                                                 |                                                 |                                                 |                                                 |                                                 |                                                 |                                    |                                    |                                                       |                                                       |                                                       |                                                       |                                                       |                                                       |  |  |  |  |  |  |  |  |  |  |  |  |  |  |
|  |  |  |  |                                                                |                                                                |                                                                |                                                                | | | | | | |                                                                                           |                                                                                           |                                                                                           |                                                                                           |                                                                   |                                                                   |                                                                                |                                                                                |                                                                                |                                                                                |                                                                                |                                                                                |                                                                                       |                                                                                       |                                                                                       |                                                                                       |                                                                                       |                                                                                       |                                                                 |                                                                 |                                                                 |                                                                 |                                                 |                                                 |                                                 |                                                 |                                                 |                                                 |                                    |                                    |                                                       |                                                       |                                                       |                                                       |                                                       |                                                       |  |  |  |  |  |  |  |  |  |  |  |  |  |  |
|  |  |  |  |                                                                |                                                                | Enrico II di Rohan Visconte e I duca dopo il 1604 (1579-1638)  | Enrico II di Rohan Visconte e I duca dopo il 1604 (1579-1638)  | Enrico II di Rohan Visconte e I duca dopo il 1604 (1579-1638)                                      | Enrico II di Rohan Visconte e I duca dopo il 1604 (1579-1638)                                      | Enrico II di Rohan Visconte e I duca dopo il 1604 (1579-1638)                                      | Enrico II di Rohan Visconte e I duca dopo il 1604 (1579-1638)                                      | | | Beniamino di Rohan Duca di Soubise (1583-1642)                                            | Beniamino di Rohan Duca di Soubise (1583-1642)                                            | Beniamino di Rohan Duca di Soubise (1583-1642)                                            | Beniamino di Rohan Duca di Soubise (1583-1642)                                            | Beniamino di Rohan Duca di Soubise (1583-1642)                    | Beniamino di Rohan Duca di Soubise (1583-1642)                    |                                                                                |                                                                                | Henriette de Rohan detta la Bossue (la gobba) (1577-1624)                      | Henriette de Rohan detta la Bossue (la gobba) (1577-1624)                      | Henriette de Rohan detta la Bossue (la gobba) (1577-1624)                      | Henriette de Rohan detta la Bossue (la gobba) (1577-1624)                      | Henriette de Rohan detta la Bossue (la gobba) (1577-1624)                             | Henriette de Rohan detta la Bossue (la gobba) (1577-1624)                             |                                                                                       |                                                                                       | Catherine de Rohan sposata a Giovanni II di Baviera (1580-1607)                       | Catherine de Rohan sposata a Giovanni II di Baviera (1580-1607)                       | Catherine de Rohan sposata a Giovanni II di Baviera (1580-1607) | Catherine de Rohan sposata a Giovanni II di Baviera (1580-1607) | Catherine de Rohan sposata a Giovanni II di Baviera (1580-1607) | Catherine de Rohan sposata a Giovanni II di Baviera (1580-1607) |                                                 |                                                 | Anne de Rohan Poetessa (1584-1646)              | Anne de Rohan Poetessa (1584-1646)              | Anne de Rohan Poetessa (1584-1646)              | Anne de Rohan Poetessa (1584-1646)              | Anne de Rohan Poetessa (1584-1646) | Anne de Rohan Poetessa (1584-1646) |                                                       |                                                       |                                                       |                                                       |                                                       |                                                       |  |  |  |  |  |  |  |  |  |  |  |  |  |  |

## Ascendenza
|                         |                    |                                 | Genitori                         |  |  | Nonni |  |  | Bisnonni            |  |  | Trisnonni         |  |
|                         |                    |                                 |                                  |  |  |       |  |  | Giovanni I d'Albret |  |  | Carlo II d'Albret |  |
|                         |                    |                                 |                                  |  |  |       |  |  | Giovanni I d'Albret |  |  | Carlo II d'Albret |  |
|                         |                    | Anna d'Armagnac                 |                                  |  |  |       |  |  | Giovanni I d'Albret |  |  |                   |  |
| Alain I d'Albret        |                    |                                 |                                  |  |  |       |  |  | Giovanni I d'Albret |  |  |                   |  |
|                         |                    | Catherine de Rohan              | Alain IX de Rohan                |  |  |       |  |  |                     |  |  |                   |  |
|                         |                    | Catherine de Rohan              | Alain IX de Rohan                |  |  |       |  |  |                     |  |  |                   |  |
|                         |                    | Catherine de Rohan              | Margherita di Bretagna           |  |  |       |  |  |                     |  |  |                   |  |
| Giovanni III di Navarra |                    | Catherine de Rohan              |                                  |  |  |       |  |  |                     |  |  |                   |  |
|                         |                    | Guillaume de Châtillon de Blois | Jean I de Châtillon              |  |  |       |  |  |                     |  |  |                   |  |
|                         |                    | Guillaume de Châtillon de Blois | Jean I de Châtillon              |  |  |       |  |  |                     |  |  |                   |  |
|                         |                    | Guillaume de Châtillon de Blois | Marguerite de Clisson            |  |  |       |  |  |                     |  |  |                   |  |
| Françoise de Châtillon  |                    | Guillaume de Châtillon de Blois |                                  |  |  |       |  |  |                     |  |  |                   |  |
|                         |                    | Isabelle de La Tour d'Auvergne  | Bertrand V de La Tour d'Auvergne |  |  |       |  |  |                     |  |  |                   |  |
|                         |                    | Isabelle de La Tour d'Auvergne  | Bertrand V de La Tour d'Auvergne |  |  |       |  |  |                     |  |  |                   |  |
|                         |                    | Isabelle de La Tour d'Auvergne  | Jacquette Du Peschin             |  |  |       |  |  |                     |  |  |                   |  |
| Isabella di Navarra     |                    | Isabelle de La Tour d'Auvergne  |                                  |  |  |       |  |  |                     |  |  |                   |  |
|                         | Gastone IV di Foix | Giovanni I di Foix              |                                  |  |  |       |  |  |                     |  |  |                   |  |
|                         | Gastone IV di Foix | Giovanni I di Foix              |                                  |  |  |       |  |  |                     |  |  |                   |  |
|                         | Gastone IV di Foix | Giovanna di Navarra             |                                  |  |  |       |  |  |                     |  |  |                   |  |
| Gastone di Foix-Navarra | Gastone IV di Foix |                                 |                                  |  |  |       |  |  |                     |  |  |                   |  |
|                         |                    | Eleonora di Navarra             | Giovanni II d'Aragona            |  |  |       |  |  |                     |  |  |                   |  |
|                         |                    | Eleonora di Navarra             | Giovanni II d'Aragona            |  |  |       |  |  |                     |  |  |                   |  |
|                         |                    | Eleonora di Navarra             | Bianca I di Navarra              |  |  |       |  |  |                     |  |  |                   |  |
| Caterina di Navarra     |                    | Eleonora di Navarra             |                                  |  |  |       |  |  |                     |  |  |                   |  |
|                         |                    | Carlo VII di Francia            | Carlo VI di Francia              |  |  |       |  |  |                     |  |  |                   |  |
|                         |                    | Carlo VII di Francia            | Carlo VI di Francia              |  |  |       |  |  |                     |  |  |                   |  |
|                         |                    | Carlo VII di Francia            | Isabella di Baviera              |  |  |       |  |  |                     |  |  |                   |  |
| Maddalena di Valois     |                    | Carlo VII di Francia            |                                  |  |  |       |  |  |                     |  |  |                   |  |
|                         |                    | Maria d'Angiò                   | Luigi II d'Angiò                 |  |  |       |  |  |                     |  |  |                   |  |
|                         |                    | Maria d'Angiò                   | Luigi II d'Angiò                 |  |  |       |  |  |                     |  |  |                   |  |
|                         |                    | Maria d'Angiò                   | Iolanda di Aragona               |  |  |       |  |  |                     |  |  |                   |  |
|                         |                    | Maria d'Angiò                   |                                  |  |  |       |  |  |                     |  |  |                   |  |